# Mutongwa
Mutongwa är ett vattendrag i Burundi.   Det ligger i provinsen Makamba, i den södra delen av landet, 110 km sydost om huvudstaden Bujumbura.
Omgivningarna runt Mutongwa är en mosaik av jordbruksmark och naturlig växtlighet. Runt Mutongwa är det ganska tätbefolkat, med 179 invånare per kvadratkilometer.